# Biserica Sfântul Nicolae din Bod
Biserica  Sfântul Nicolae este un monument istoric aflat pe teritoriul satului Bod, comuna Bod. În Repertoriul Arheologic Național, monumentul apare cu codul  40615.07.

## Localitatea
Bod, mai demult Bota (în germană Brenndorf, în maghiară Botfalu), este satul de reședință al comunei cu același nume din județul Brașov, Transilvania, România. Prima mențiune documentară este din anul 1316.

## Biserica
Biserica a fost construită în anul 1815, în timpul păstoririi episcopului Vasile Moga, înlocuind o biserică modestă, din nuiele lipite cu pământ, aflată în apropiere, ce avea hramul Sfântul Dumitru. Biserica a fost clădită din cărămidă, pe o fundație din bolovani, pe cheltuiala negustorului Nicolae Badiu. Are un turn de 19 m înălțime, initial n-a fost pictată, ci doar zugrăvită. Odată cu mărirea numărului de credincioși i s-au adăugat absidele, iar catapeteasma de zid a fost înlocuită cu una din lemn de brad, pictată în anul 1872. Are lungimea de 21 m, lățimea de 6 m (la abside 15 m) și o suprafață de 166 mp. Clopotele sunt realizate în anul 1922 la turnătoria Kraft din Sibiu, înlocuindu-le pe cele rechiziționate în timpul primului război mondial. Biserica a fost pictată între anii 1992-1995, în tehnica fresco, de pictorul Vasile Muntean din Covasna. Cinci icoane vechi din patrimonial bisericii au fost preluate în colecția mănăstirii de la Sâmbăta de Sus.

## Imagini

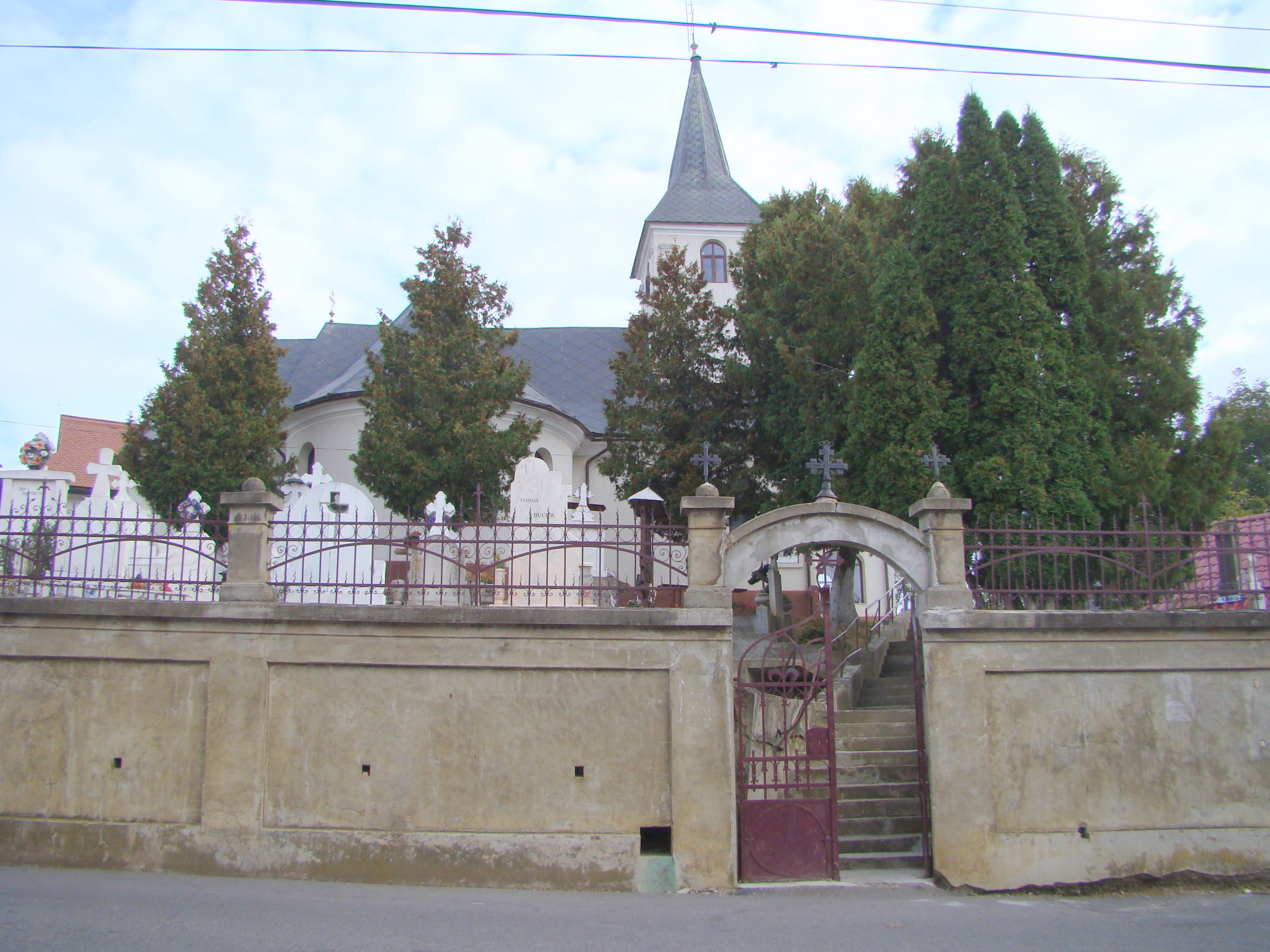
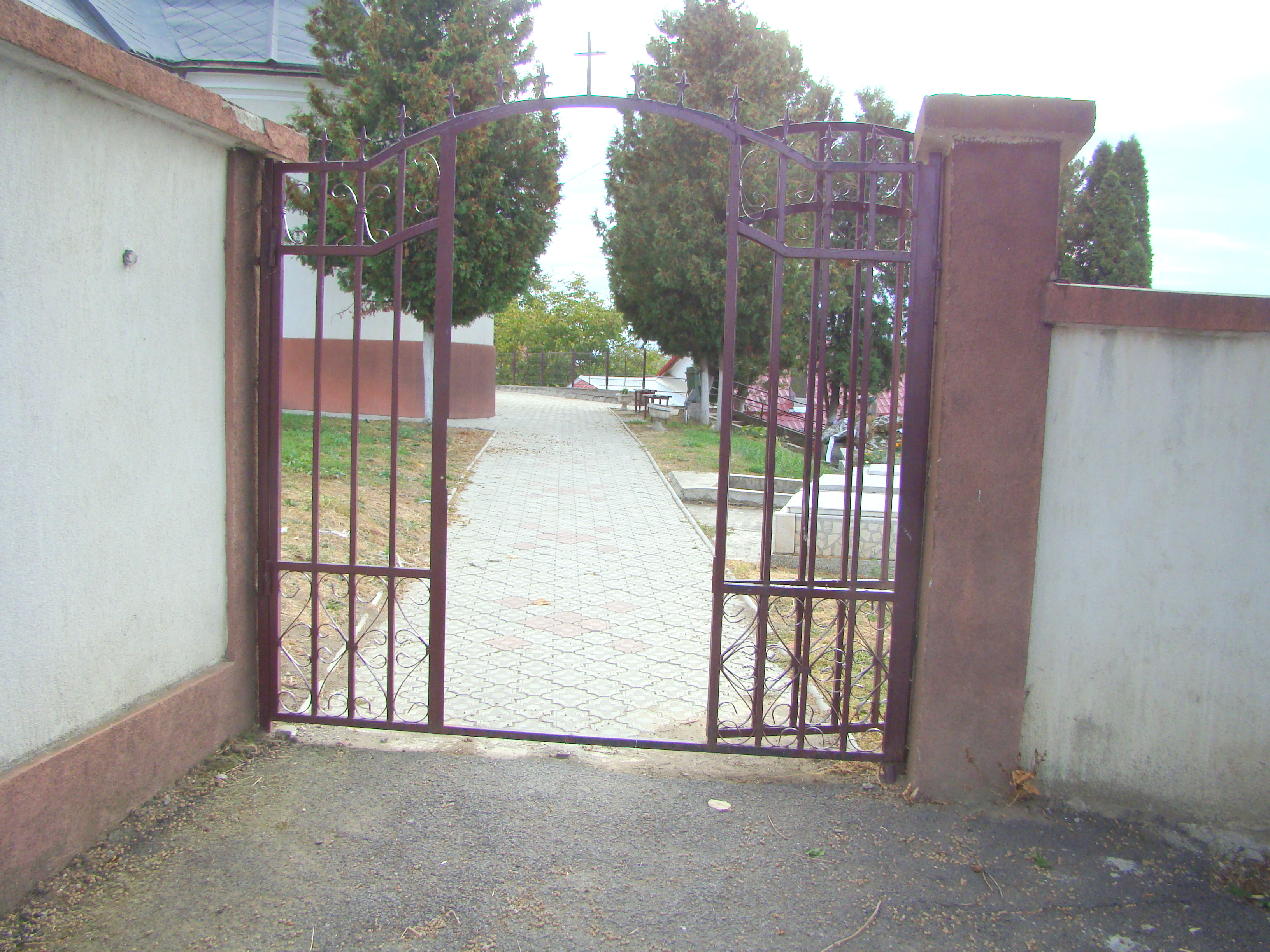
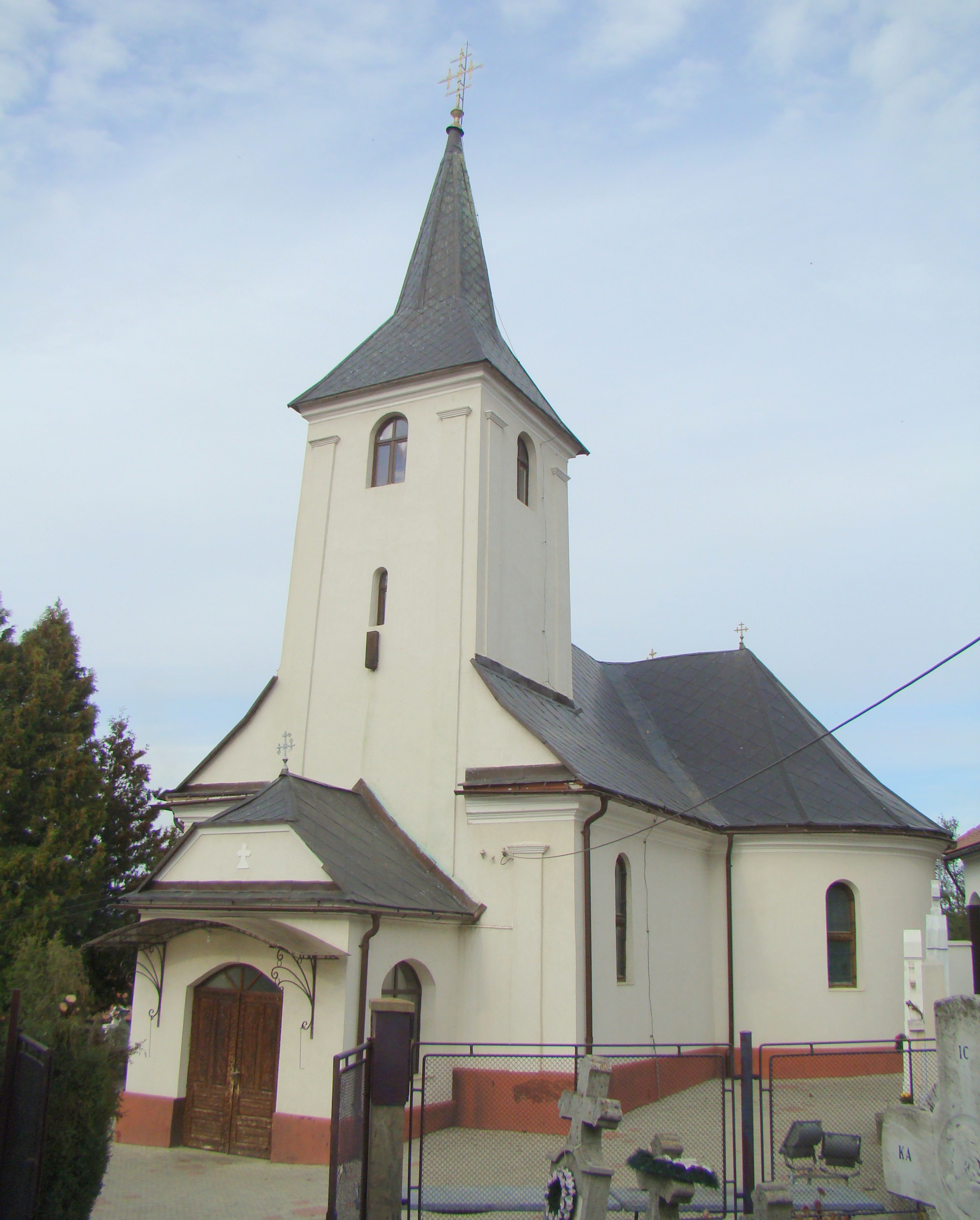
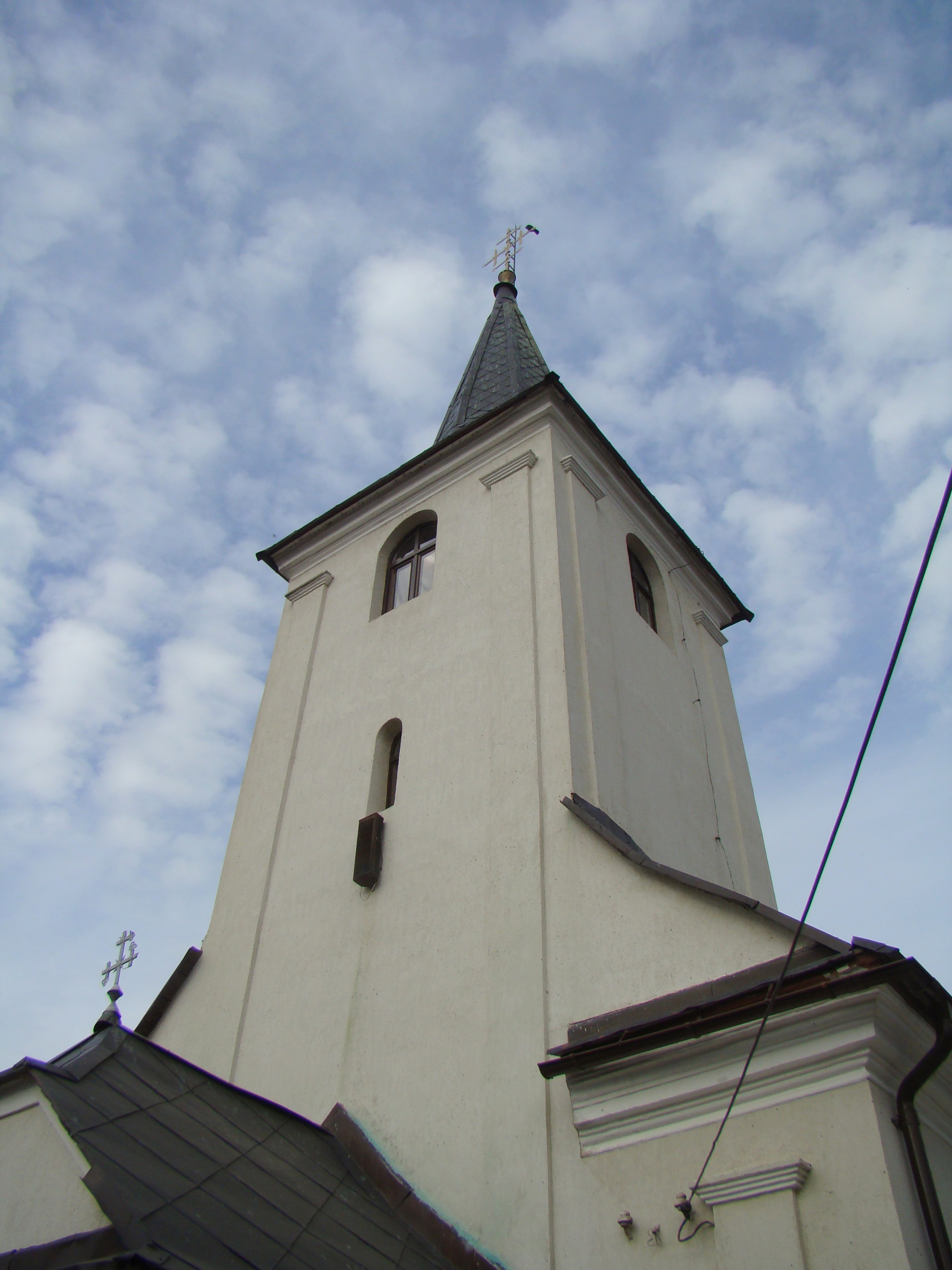
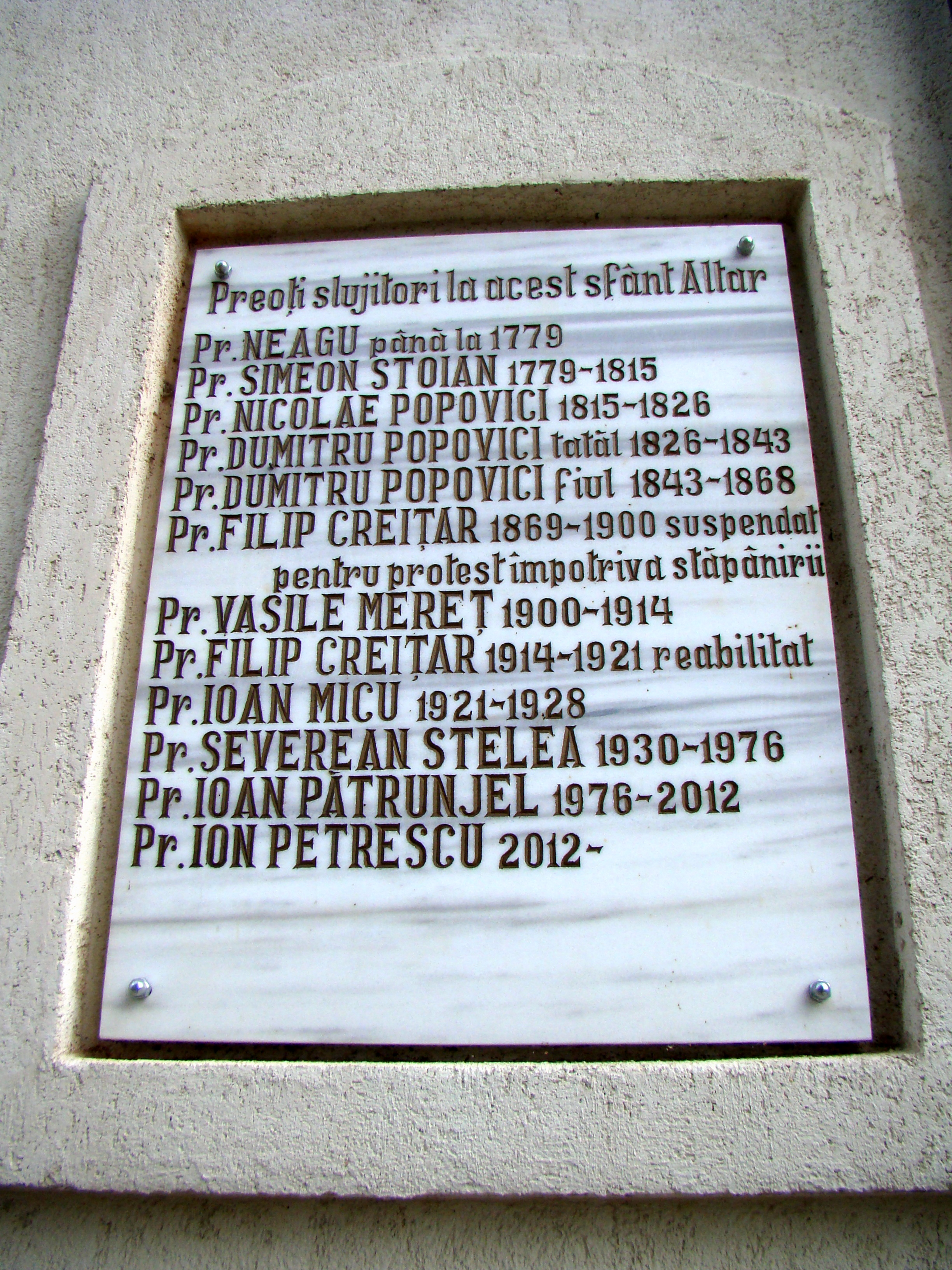
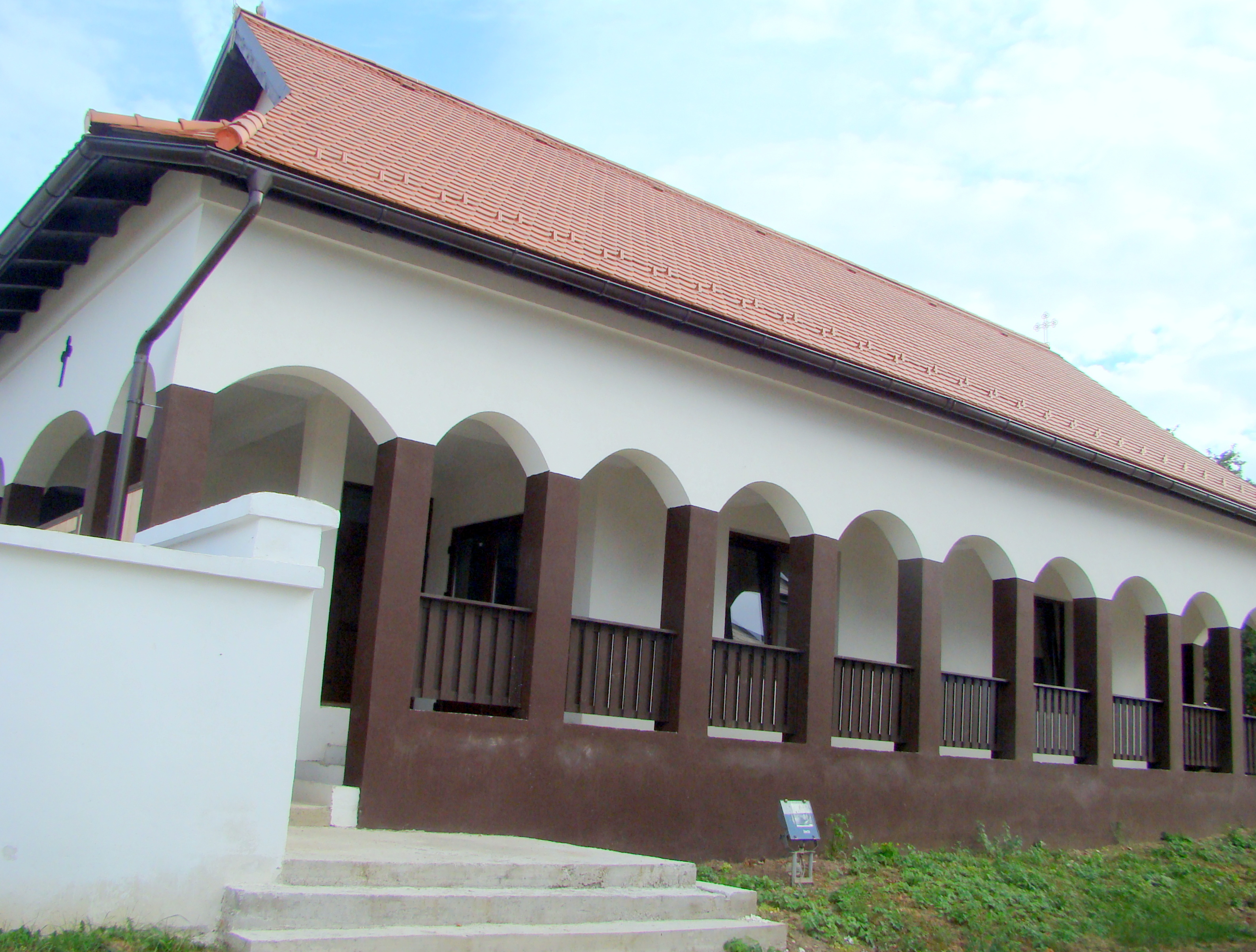
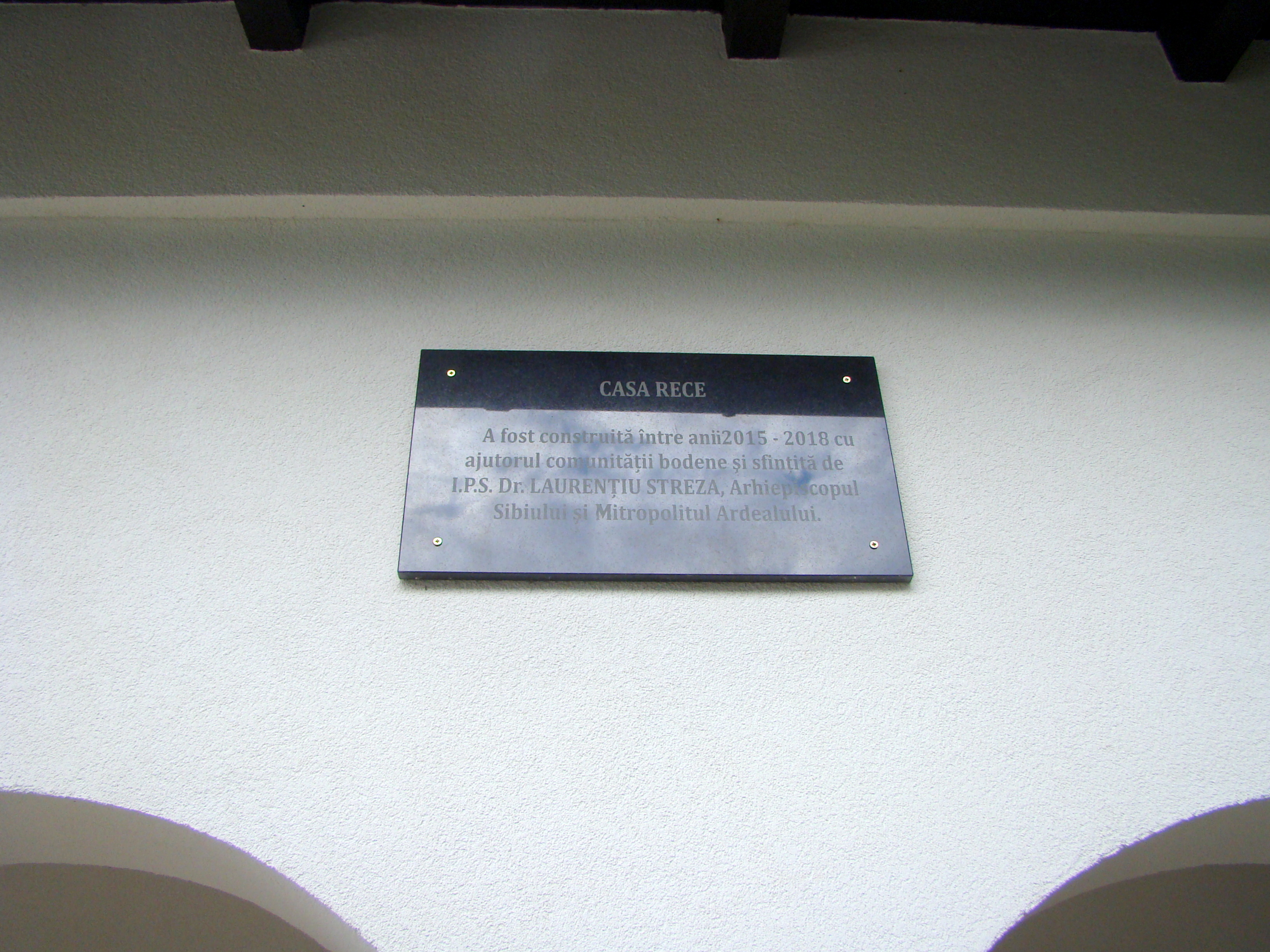
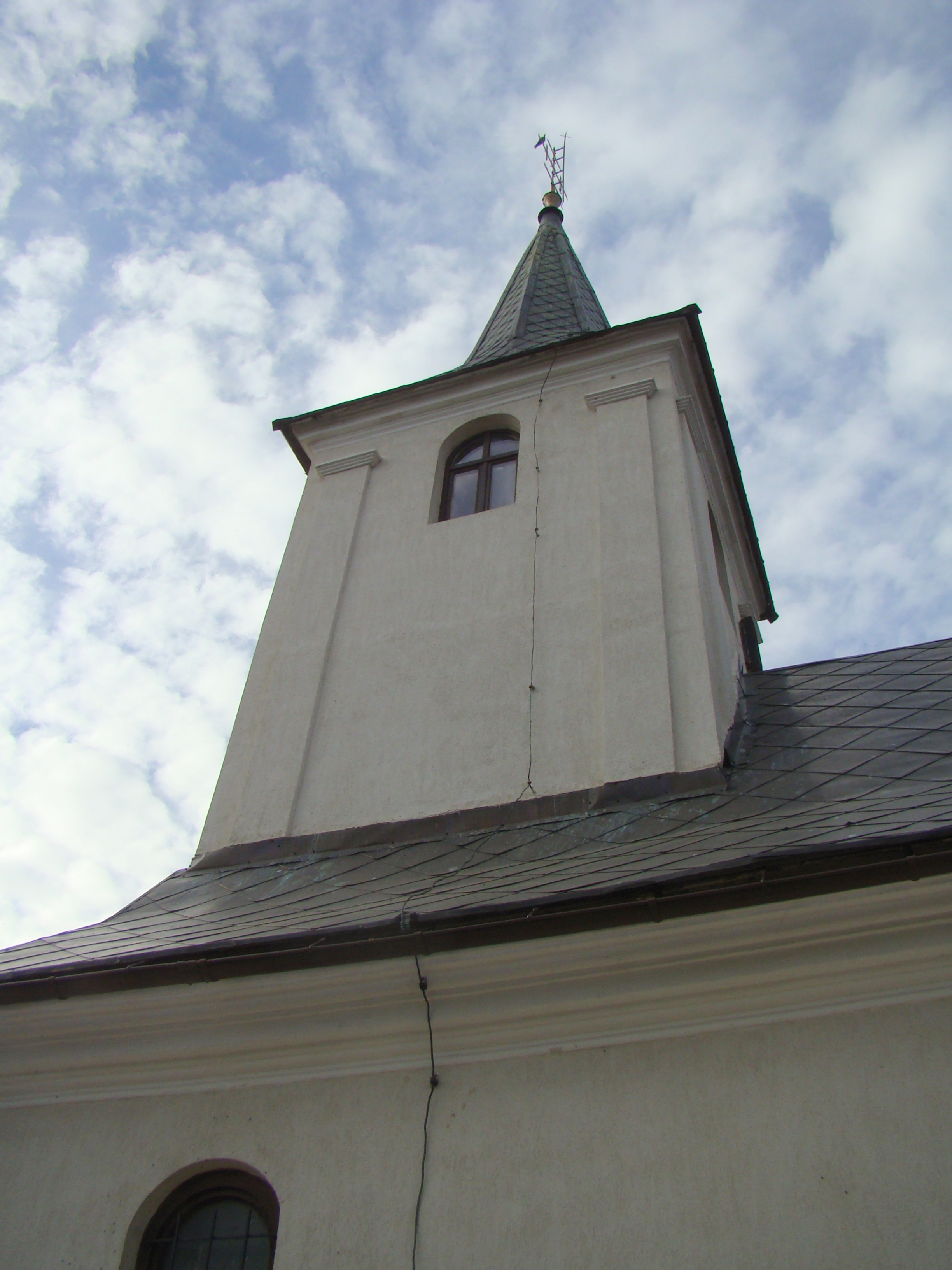
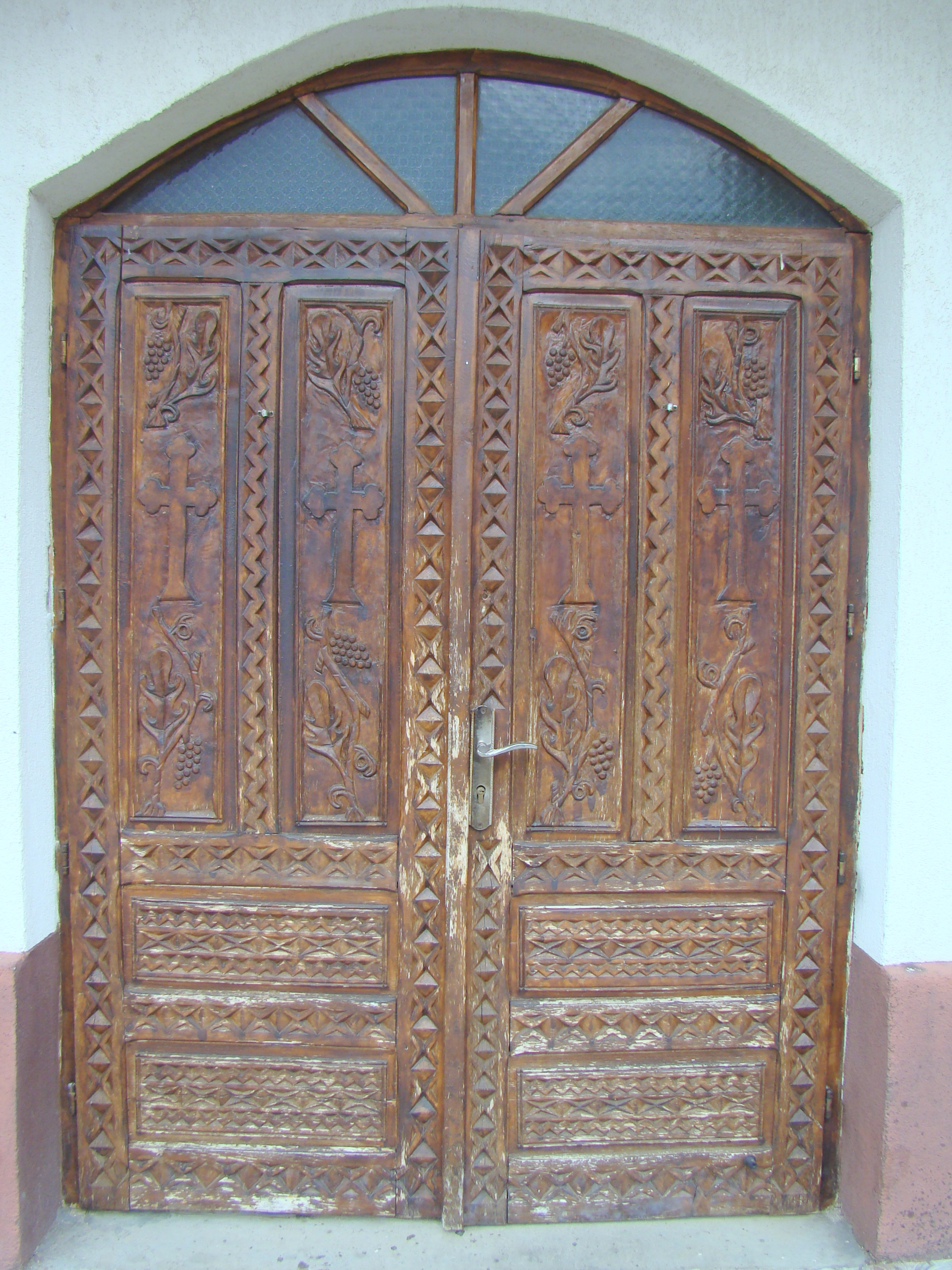
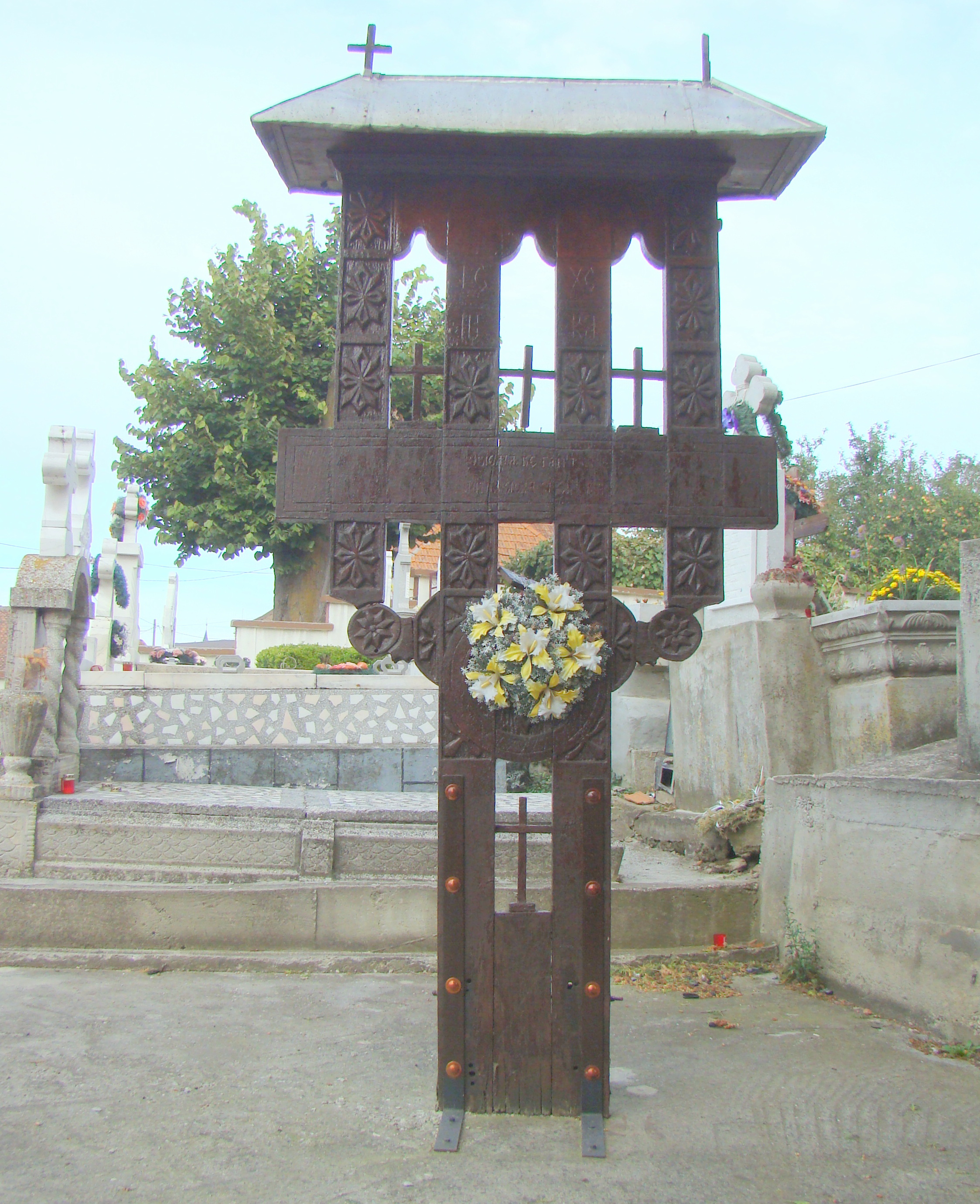
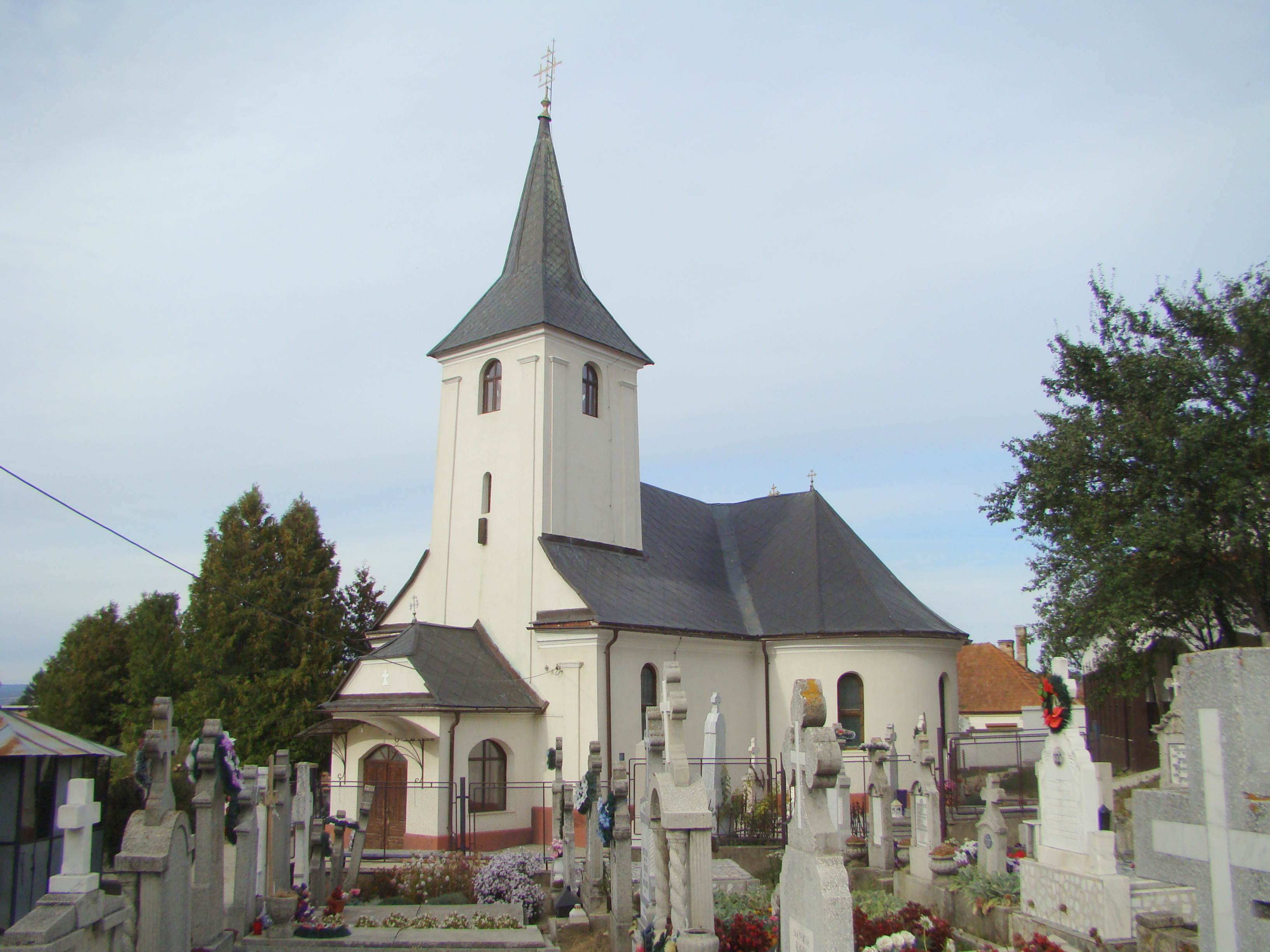
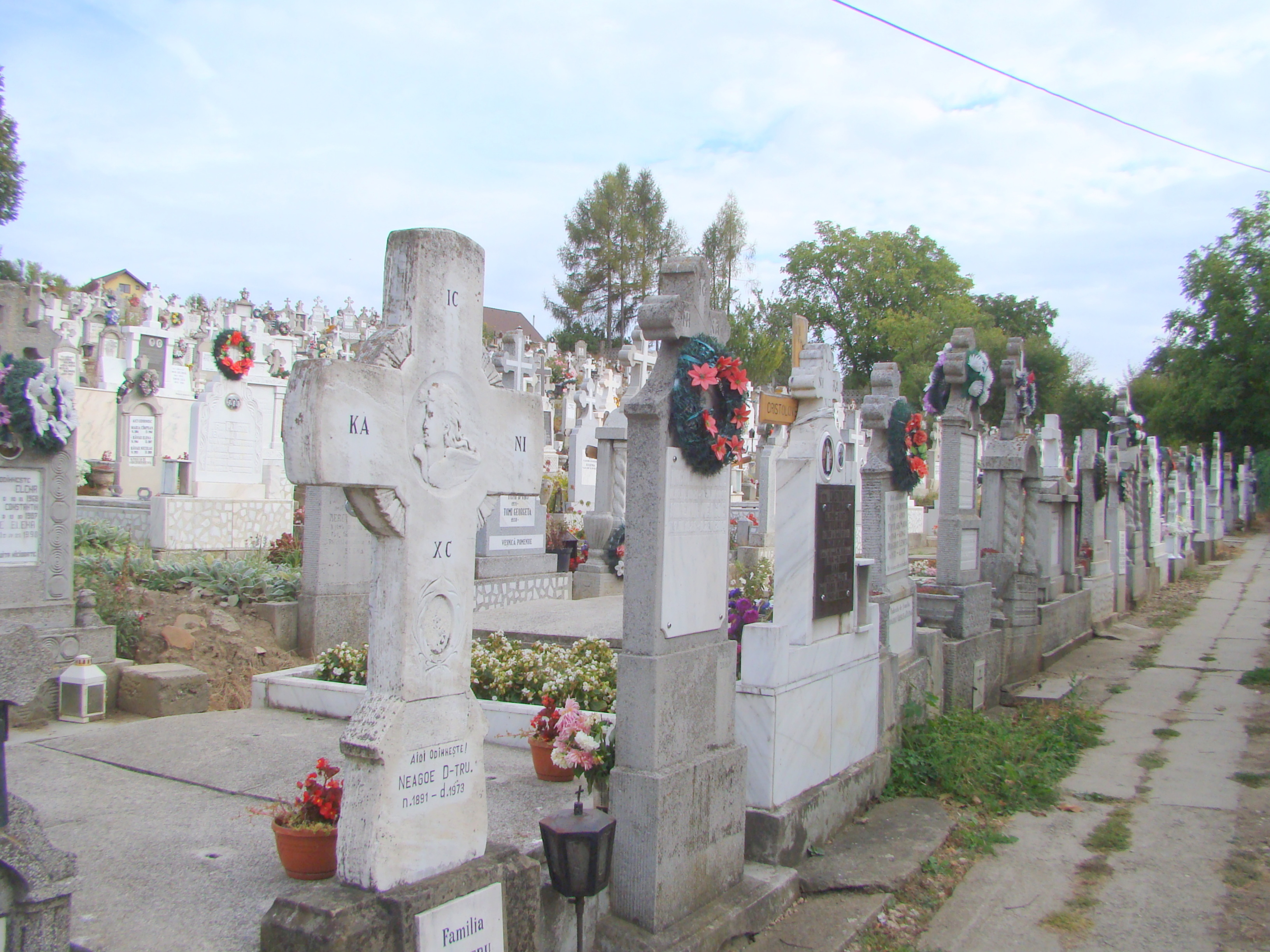
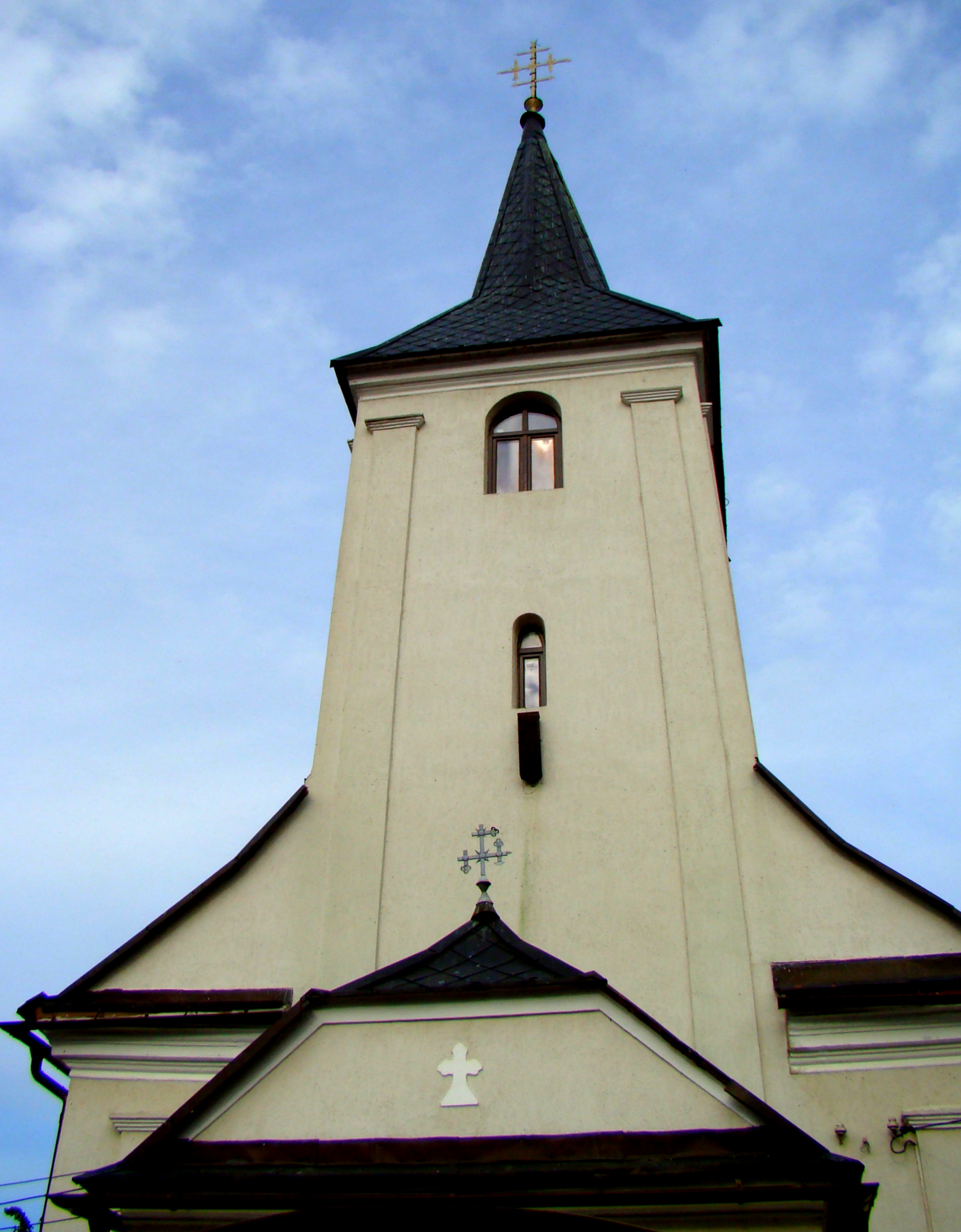
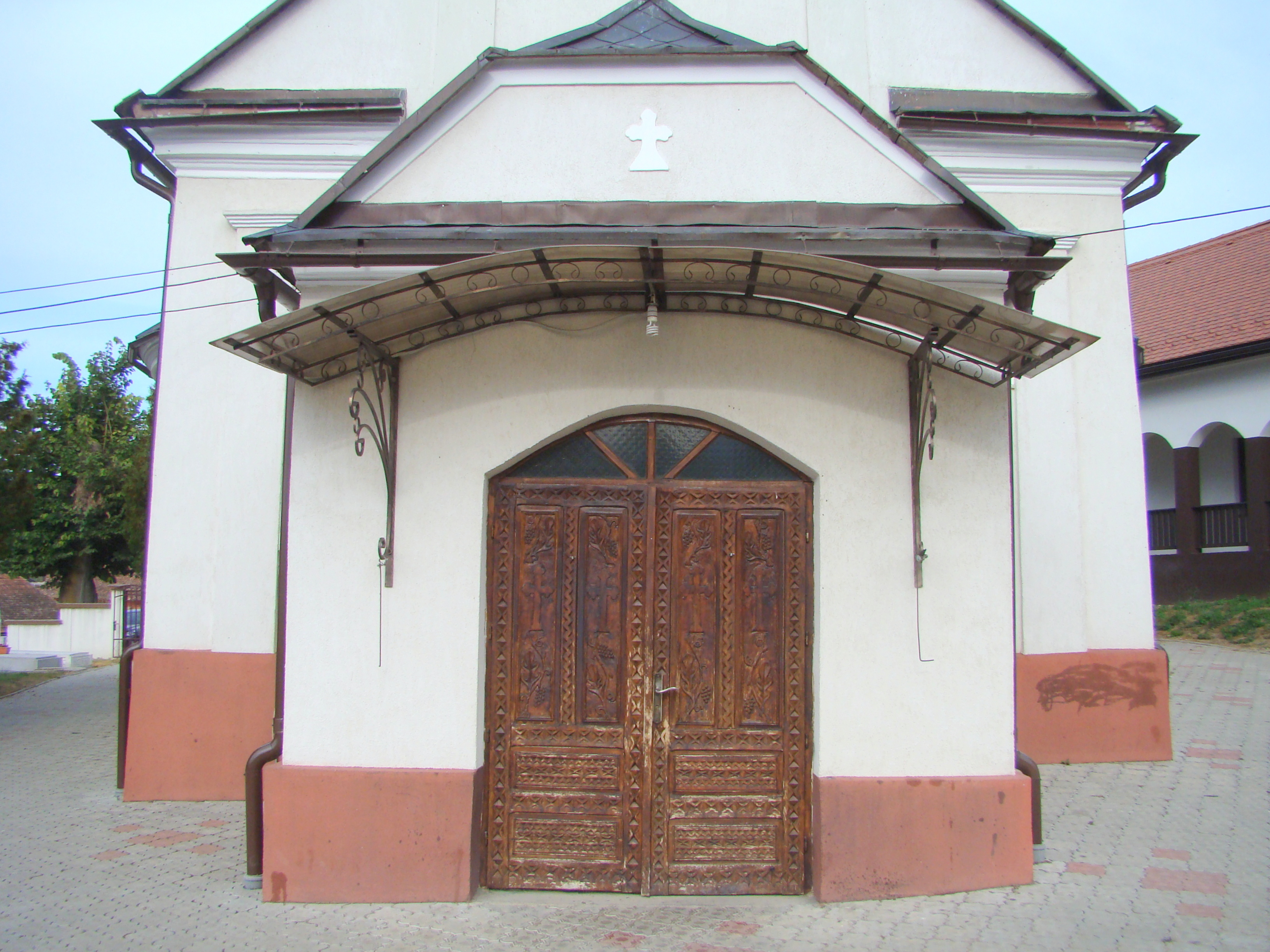
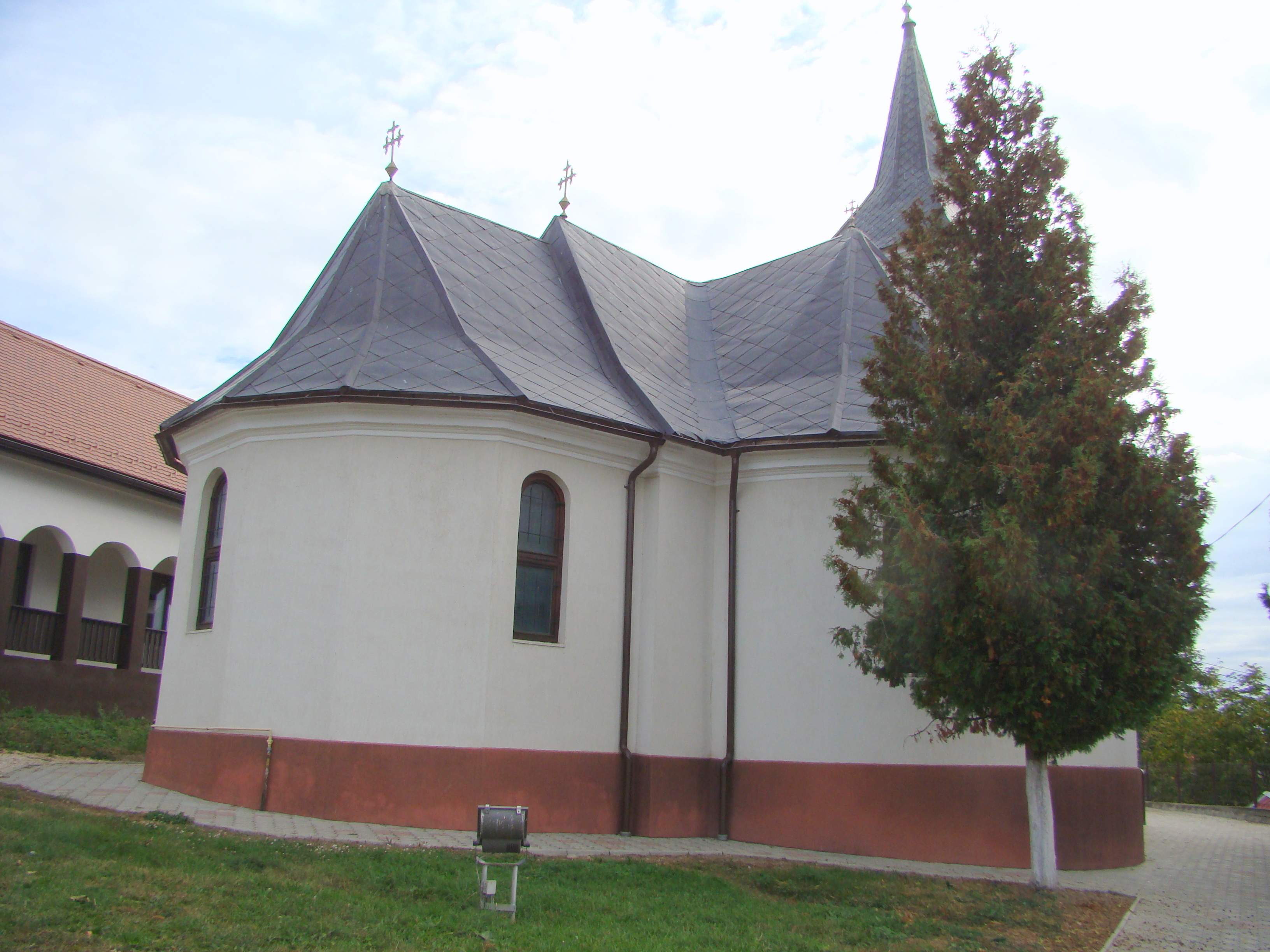
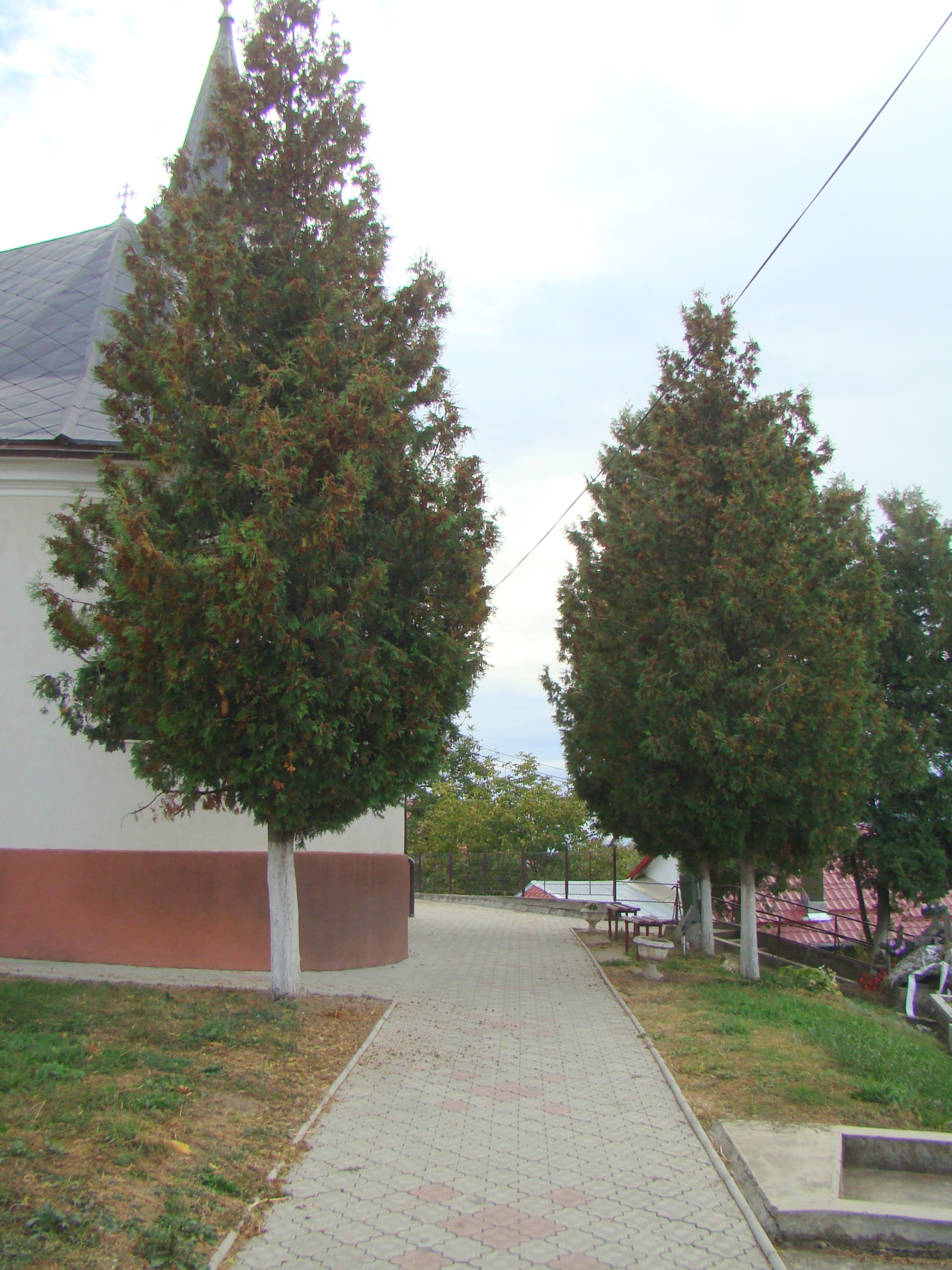
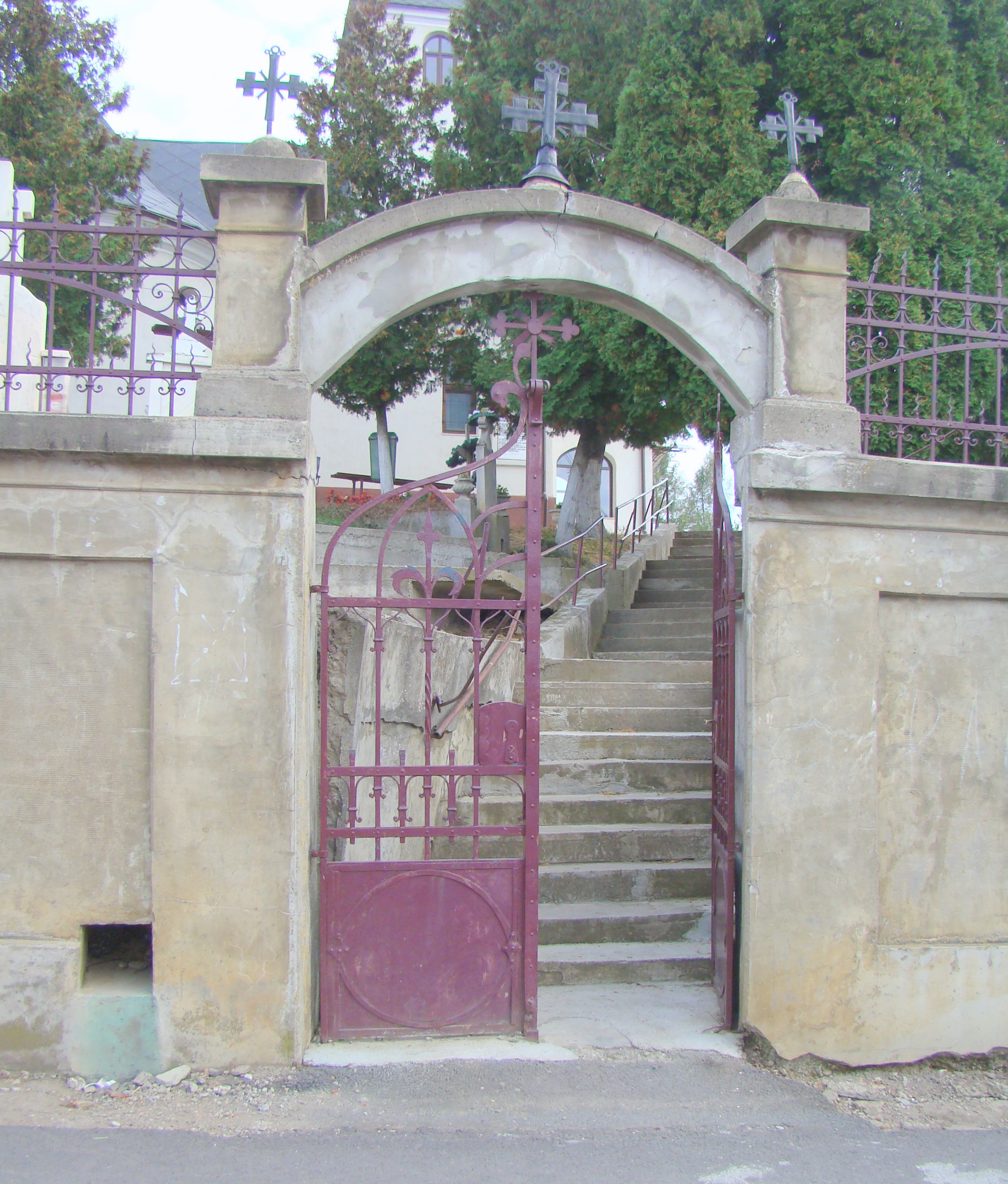
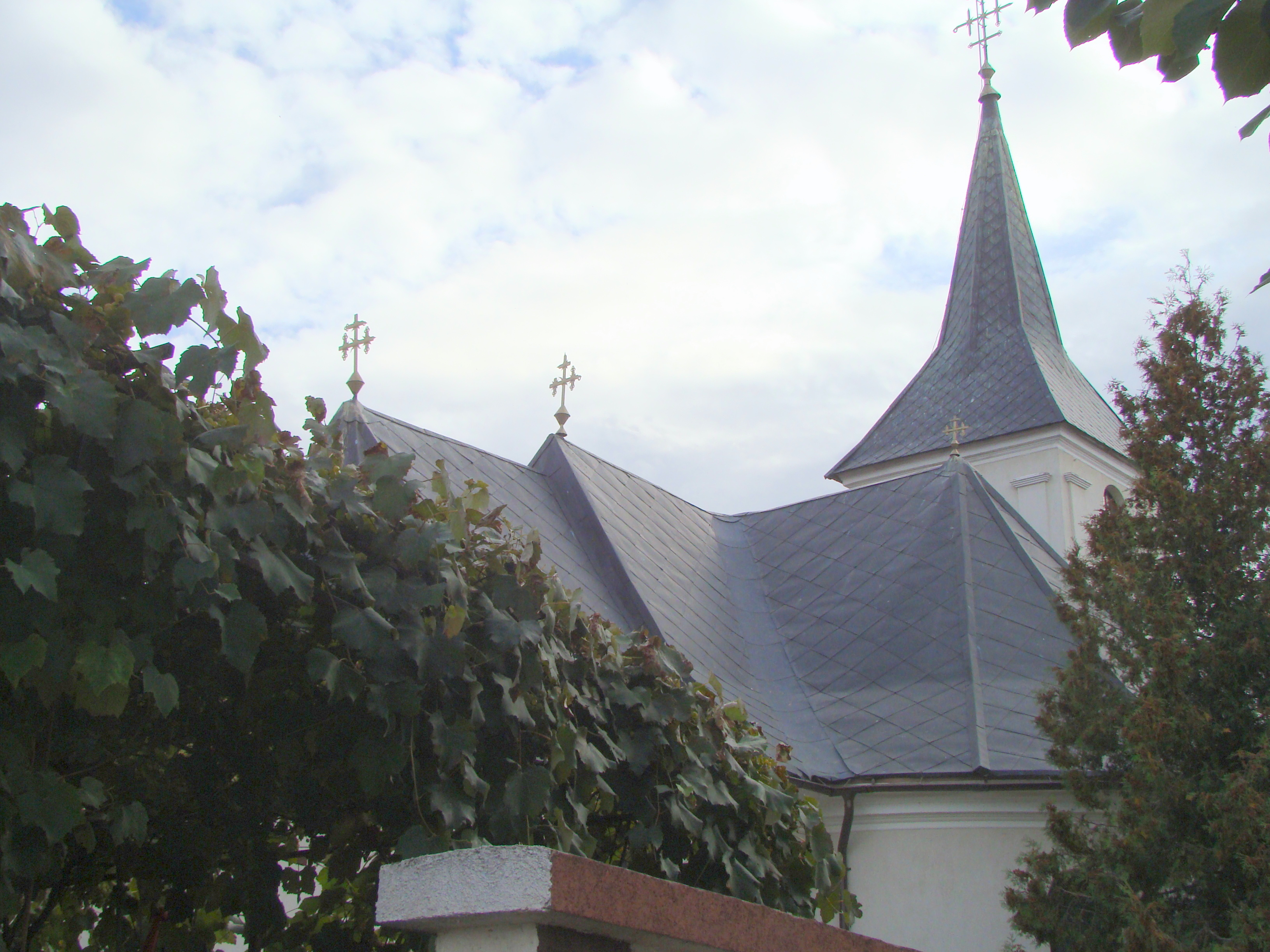